# Adina (nome)
Adina  è un nome proprio di persona ebraico femminile.

## Origine e diffusione
Riprende l'antico nome ebraico עֲדִינָא ('Adina'), attestato in greco come Ἀδινά (Adinà), derivato dall'omonimo termine che vuol dire "delicato"; esso è portato da un soldato (maschio) citato nell'Antico Testamento (1Cr11:42).
In ebraico moderno il nome, scritto in genere עֲדִינָה, viene usato al femminile. Si noti che un nome omografo, etimologicamente non correlato, è usato anche in rumeno.

## Onomastico
Il nome è adespota, cioè non è portato da alcun santo, quindi l'onomastico si festeggia il 1º novembre, giorno di Ognissanti.

## Persone

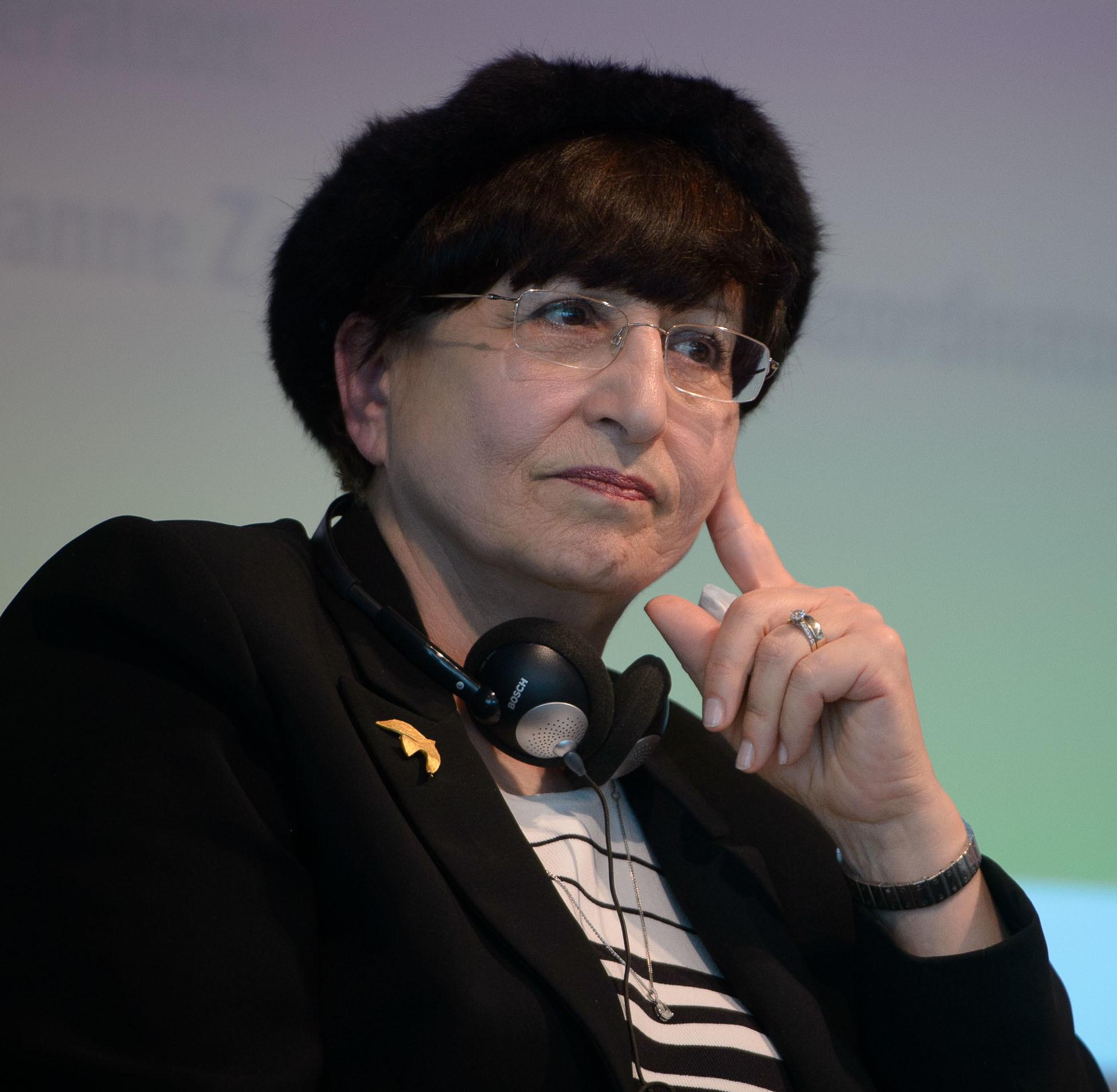
Adina bar-Shalom

- Adina bar-Shalom, insegnante, opinionista e attivista israeliana
- Adina Howard, cantante statunitense
- Adina Porter, attrice statunitense

## Il nome nelle arti
- Adina è un personaggio dell'omonima opera di Gioachino Rossini.
- Adina è un personaggio dell'opera di Gaetano Donizetti L'elisir d'amore.